# إسماعيل نزال العرموطي
إسماعيل نزال العرموطي (توفي 23 يناير/كانون الثاني 2013)، كان سياسي أردني. شغل منصب وزير في عدة حكومات. إحدى تلك المناصب في الوزارات كانت وزيراُ للشؤون البلدية والقروية في عام 1976.